# Aplocheilichthys katangae
Aplocheilichthys katangae е вид лъчеперка от семейство Poeciliidae. Видът е незастрашен от изчезване.

## Разпространение
Разпространен е в Ангола, Ботсвана, Демократична република Конго, Замбия, Зимбабве, Малави, Мозамбик, Намибия и Южна Африка.

## Описание
На дължина достигат до 4,5 cm.